# Биннинг, Джимми
Дже́ймс Би́ннинг (англ. James Binning; 25 июля 1927, Блантир — неизвестно, Эрдри, Ланаркшир) — шотландский футболист, играл на позиции защитника.

## Биография

### Игровая карьера
В 1948 году Биннинг присоединился к клубу «Арброт», за который в течение трёх сезонов сыграл 84 матча и забил 5 голов. В 1951 году присоединился к клубу «Куин оф зе Саут», в составе которого отыграл 8 сезонов. В своём первом сезоне за «королеву Юга» Биннинг стал одним из ключевых игроков, а команда заняла в чемпионате 10-е место. Следующие два сезона «Куин оф зе Саут» стабильно занимала 10-е место, но лучший результат команда показала в сезоне 1955/56, заняв 6-е место. Всего во всех турнирах сыграл за «Куин оф зе Саут» 288 матчей.
Был включён в состав сборной Шотландии для участия на чемпионате мира 1954 года. Однако ШФА решила взять на турнир только 13 игроков и Биннинг был среди тех футболистов, не попавших на турнир.